# Mataruška Banja

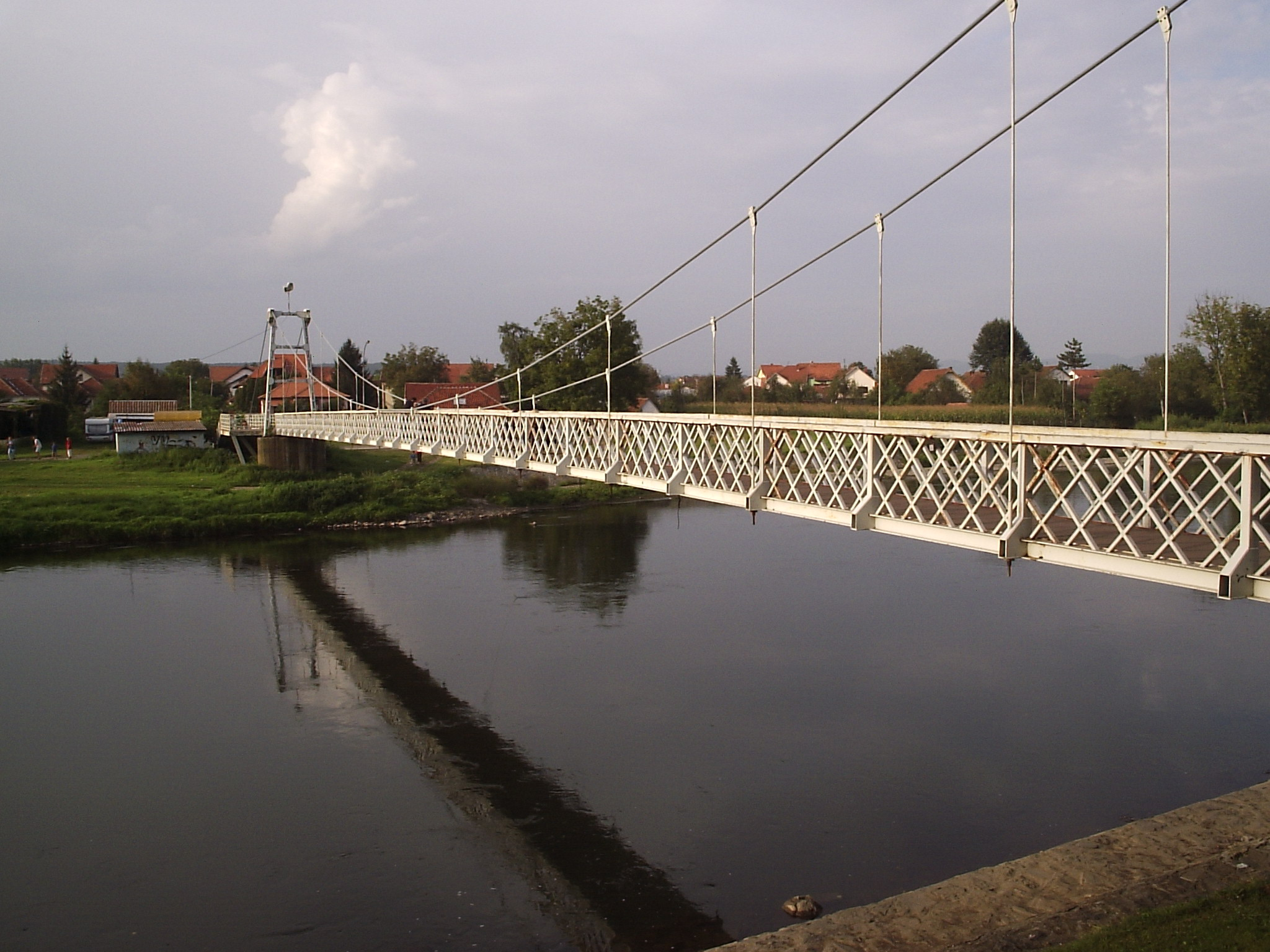
L'Ibar à Mataruška Banja

Mataruška Banja (en serbe cyrillique : Матарушка Бања) est une ville de Serbie située sur le territoire de la ville de Kraljevo, district de Raška. Au recensement de 2011, elle comptait 2 691 habitants.
Mataruška Banja est une ville thermale située sur les rives de l'Ibar.

## Démographie

### Évolution historique de la population
| 1948 | 1953 | 1961 | 1971  | 1981  | 1991  | 2002  | 2011  |
| ---- | ---- | ---- | ----- | ----- | ----- | ----- | ----- |
| 470  | 704  | 915  | 1 329 | 2 132 | 2 262 | 2 732 | 2 691 |

|  |